# ラヴィドシャトゥ
ラヴィドシャトゥは、アダルトゲームのタイトル。

## 概要
1999年12月3日にスペースプロジェクトから発売。
中世風の世界を舞台とする。
剣と魔法が交錯して小国が隣立して争いが耐えない大陸を舞台とする。
そこでの王国で立身出世のための生活をするゲーム。
見習い騎士の主人公は王女との結婚を夢見て出世を目指す。